# SMILF
SMILF est une série télévisée américaine, créée, écrite et réalisée par Frankie Shaw, qui en est aussi l'actrice principale, et diffusée entre le 5 novembre 2017 et le 31 mars 2019 sur la chaîne Showtime.
Elle est basée sur le court métrage du même nom, également réalisé par Frankie Shaw. Le titre de la série est l'acronyme de « Single Mother I'd Like to Fuck » en français : « mère célibataire bonne à baiser ».
En France, la série est diffusée depuis le 23 janvier 2018 sur Canal+ Séries et au Québec, depuis le 28 mars 2018 à Super Écran.

## Synopsis
La série raconte la vie de Bridgette. Cette jeune mère vit dans un deux pièces minable de Brighton avec son nourrisson Larry. Elle tente de survivre en étant tutrice pour familles riches alors qu'en parallèle elle tente de devenir actrice.

## Distribution

### Acteurs principaux
- Frankie Shaw (VF : Ingrid Donnadieu) : Bridgette
- Miguel Gomez (VF : Franck Lorrain) : Rafi, ancien petit ami de Bridgette et père de Larry
- Samara Weaving (VF : Ludivine Maffren) : Nelson Rose, petite amie de Rafi
- Rosie O'Donnell (VF : Brigitte Virtudes) : Tutu, mère de Bridgette
- Anna et Alexandra Reimer : Larry, fils de Bridgette et Rafi
- Raven Goodwin (VF : Vanessa Van-Geneugden) : Eliza, amie puis colocataire de Bridgette (récurrente saison 1)

### Acteurs récurrents
- Connie Britton (VF : Emmanuèle Bondeville) : Ally
- Ally Sheedy : Fiona (saison 2)
- Matthew Morrison : Mitch (saison 2)
- Melanie Griffith (VF : Dorothée Jemma) : Enid, mère de Nelson (saison 2)
- Sherie Rene Scott (en) : Jackie (saison 2)
- Claudia O'Doherty (en) : sœur de Nelson (saison 2)
- Dan Aid : Hank (saison 2)
- Stormy Daniels (saison 2)
Version française
  - Société de doublage : Libra Films[4]
  - Direction artistique :
  - Adaptation des dialogues :

 Source et légende : version française (VF) sur RS Doublage

## Production
En avril 2015, est annoncé la mise en chantier du projet de série SMILF par Showtime basé sur le court métrage de Frankie Shaw.
En août 2016, le chaîne à péage Showtime, annonce la commande d'un pilote. Ensuite étant satisfaite du pilote, elle commande le 11 mai 2017, une première saison.
Le 7 août 2017, Showtime annonce la date de lancement de la série au 5 novembre 2017, à la suite de la huitième saison de Shameless.
Le 29 novembre 2017, la série est reconduite pour une deuxième saison. En mars 2018, Raven Goodwin est promue à la distribution principale, puis en juillet, la production invite Ally Sheedy et Matthew Morrison, puis en septembre, Melanie Griffith, Sherie Rene Scott (en), Claudia O'Doherty (en) et Dan Aid, et Stormy Daniels.
Le 8 mars 2019, Showtime décide d'annuler la série, à la suite de nombreuses allégations concernant un comportement non professionnel de l'actrice et créatrice de la série.

## Épisodes

### Première saison (2017)
1. Une boîte de dunkin' donuts & deux giclées de sirop d'érable (A Box of Dunkies and Two Squirts of Maple Syrup)
2. 1800 filet-o-fish & un Coca light (1,800 Filet-O-Fishes & One Small Diet Coke)
3. Un demi-gâteau et un granité à la framboise bleue (Half a Sheet Cake & A Blue-Raspberry Slushie)
4. Une pizza & un shot d'eau bénite (Deep-Dish Pizza & A Shot of Holy Water)
5. Cours, Bridgette, cours ou quarante-huit cupcakes brûlés & du rhum à réveiller les morts (Run, Bridgette, Run or Forty-Eight Burnt Cupcakes & Graveyard Rum)
6. Pudding au chocolat & 5 litres de boisson énergisante (Chocolate Pudding & a Cooler of Gatorade)
7. Pop-corn familial et une canette de vin (Family-Sized Popcorn & a Can of Wine)
8. Un déjeuner & deux tasses de café (Mark's Lunch & Two Cups of Coffee)

### Deuxième saison (2019)
Note : pour les informations de renouvellement voir la section Production.
Elle est diffusée depuis le 20 janvier 2019.
1. Super Merdier Intégral, Lose Fatale (Shit Man, I've Literally Failed)
2. Seule Marie Inspire La Foi (Sorry Mary, I'm Losing Faith)
3. Substituts Maternels : Indispensable Liant Familial (Single Mothers Inspire Loving Families)
4. Samedi, Maman Incarne La Féminité (So Maybe I Look Feminine)
5. Seule Maman Incarne L'amour Fusionnel (Single Mom in Love Forever)
6. Seule Maman Improvise Les Finances (Should Mothers incur Loss Financially ?)
7. Sourires & Mensonges : Imaginez Le Fiasco (Smile More If Lying Fails)
8. Sexualité Mal Intentionnée Libère des Formalités (Sex Makes It Less Formal)
9. Seule, Maman Ignore La Foi (Single Mom Is Losing Faith)
10. Seule, Maman Investigue (les) Lacunes Familiales (Single Mom is Looking (for) Family)

## Réception critique
| Saison | Saison | Critique            | Critique              |
| Saison | Saison | Rotten Tomatoes     | Metacritic            |
| ------ | ------ | ------------------- | --------------------- |
|        | 1      | 74 % (27 critiques) | 64/100 (20 critiques) |

## Nominations et récompenses
La série, plusieurs acteurs et l'équipe technique ont été nommés ou récompensés.
| Année | Travail nommé | Catégorie                                            | Résultat   |
| ----- | ------------- | ---------------------------------------------------- | ---------- |
| 2018  | Frankie Shaw  | Meilleure actrice dans une série musicale ou comique | Nomination |
| 2018  | SMILF         | Meilleure série musicale ou comique                  | Nomination |